# Sæmund Fiskvik
Sæmund Olav Fiskvik, född 22 juni 1948 i Trondheim, är en norsk musikproducent, musikorganisationsman och general för Spellemannprisen.
Fiskvik är utbildad sjuksköterska och har även studerat historia. Han var under 1970-talet ledare för AKP(m-l) i Trondheim och medlem i visgruppen "Isenkram". Han medverkade i den av svenska Oktoberförlaget 1977 utgivna skriften Folket har aldrig segrat till fiendens musik. 
Fiskvik var chef för ml-bevegelsens skivbolag MAI 1976–83, konsulent för skivbranschen 1983–90, direktör för norska IFPI 1990–2005 och ordförande i Grammofonplategrossistenes Forening. Han har varit sekreterare för Spellemannkomiteen sedan 1983. Han mottog bransjeprisen under utdelningen av Spellemannprisen 2005.
Fiskvik är sonson till småbrukaren, organisten och Sp-politikern Sæmund Fiskvik.